# 동춘나래도서관
동춘나래도서관은 2019년 10월 29일 개관한 인천광역시 연수구립 도서관이다. 웹툰(만화)과 메이커교실을 특화한 도서관으로서 일반도서, 청소년도서, 어린도서는 물론 다양한 웹툰(만화)자료를 구비하고 있다. 도서관내에 위치한 메이커스페이스(연수상상공작소)에서는 와콤 태블릿, 3D프린터, 3D펜, 레이저조각기 등 관련 장비를 갖추고 웹툰창작교실, 3D펜 메이킹, 사물인터넷 등 메이커교실이 운영된다. 